# Hilbert–Samuels funktion
Inom kommutativ algebra, en del av matematiken, är Hilbert–Samuels funktion, uppkallad efter David Hilbert och Pierre Samuel, av en nollskild ändligtgenererad modul {\displaystyle M} över en kommutativ Noethersk lokal ring {\displaystyle A} och ett primärt ideal {\displaystyle I} av {\displaystyle A} avbildningen {\displaystyle \chi _{M}^{I}:\mathbb {N} \rightarrow \mathbb {N} } så att för alla {\displaystyle n\in \mathbb {N} } är
{\displaystyle \chi _{M}^{I}(n)=\ell (M/I^{n}M)}
där {\displaystyle \ell } betecknar längden av över {\displaystyle A}. Den är relaterad till Hilbertfunktionen av den associerade graderade modulen {\displaystyle \operatorname {gr} _{I}(M)} enligt identiteten
{\displaystyle \chi _{M}^{I}(n)=\sum _{i=0}^{n}H(\operatorname {gr} _{I}(M),i).}
För tillräckligt stora {\displaystyle n} är den lika med en polynomfunktion med grad lika med {\displaystyle \dim(\operatorname {gr} _{I}(M))}.